# Euxoa rebeli
Euxoa rebeli är en fjärilsart som beskrevs av Wagner 1913. Euxoa rebeli ingår i släktet Euxoa och familjen nattflyn. Inga underarter finns listade i Catalogue of Life.